# Contea di Slope
La contea di Slope (in inglese Slope County) è una contea dello Stato del Dakota del Nord, negli Stati Uniti. La popolazione al censimento del 2000 era di 767 abitanti. Il capoluogo di contea è Amidon.